# Нестерки (Вілейський район, Рабунська сільська рада)
Нестерки (біл. вёска Несьцеркі) — село в складі Вілейського району Мінської області, Білорусь. Село підпорядковане Рабунській сільській раді, розташоване в північній частині області.

## Історія
З 1793 після другого розділу Речі Посполитої Костики, як і вся Вілейщина, входила до складу Російської імперії, був утворений Вілейський повіт у складі спочатку Мінської губернії, а з 1843 - Віленської губернії.
У 1921–1945 роках село знаходилось у Польщі, у Вільнюськім воєводстві, Вілейського повіту, у гміні Костеневичі.

## Населення
- 1931 рік — 252 людини, 55 будинків[1].